# Stefano Colonna il Giovane

Stefano Colonna

Stefano Colonna, detto il Giovane (1300 circa – Roma, 20 novembre 1347), è stato un cavaliere medievale italiano membro della famiglia Colonna, figlio primogenito di Stefano Colonna il Vecchio, nonché fratello dei cardinali Giovanni Colonna e Giacomo Colonna.

## Biografia

Stemma della famiglia Colonna

Stefano Colonna il Giovane nacque intorno al 1300. Fu soprannominato il Giovane per distinguerlo dal padre, Stefano Colonna il Vecchio, capo del ramo di Palestrina della famiglia Colonna, nonché all'epoca una delle figure politiche più autorevoli di Roma. Sua madre era invece Gaucerande, figlia di Giordano IV, signore di L'Isle-Jourdain.
Essendo l'erede destinato a succedere al padre alla guida della famiglia Colonna, il Giovane crebbe sotto la rigida influenza del padre. 
Nel 1332 il Giovane fu scelto da Roberto d'Angiò, re di Napoli, per essere uno dei suoi due vicari nel governo di Roma, forse anche per ringraziare il padre Stefano il Vecchio, che negli anni precedenti lo aveva affiancato nella lotta contro l'imperatore Ludovico il Bavaro. Contemporaneamente, la sua famiglia era impegnata in una dura lotta contro le famiglie romane degli Orsini e dei Caetani, con cui era in contrasto per la supremazia a Roma sin dai tempi dello scontro con Bonifacio VIII: nell'ambito di questi scontri, nel 1333 Bertoldo Orsini, che si accingeva ad attaccare Stefano Colonna il Vecchio, venne sorpreso da Stefano il Giovane presso il castello di San Cesareo e lì ucciso insieme ai suoi uomini. Questo evento riaccese le tensioni tra le due famiglie, per porre fine alle quali dovette intervenire il legato pontificio Bertrando di Deux, il quale impose la pace agli Orsini e ai Colonna nel 1337.
A riprova della grande influenza acquisita nel corso degli anni, nel 1342, quando i romani decisero di inviare un'ambasceria presso il papa ad Avignone per chiedergli di rientrare a Roma, il Giovane fu posto al suo comando.
Quando nel 1347 il tribuno Cola di Rienzo prese il potere a Roma sollevando il popolo contro i baroni, il Giovane insieme al padre tentò di opporsi a Cola di Rienzo. Il loro tentativo fallì a causa dell'appoggio popolare di cui il tribuno godeva, e i due, come tutti gli altri nobili, furono costretti a lasciare la città. Solo dietro il giuramento di non cospirare contro di lui e contro la città, Cola permise loro di rentrare a Roma. Tuttavia i provvedimenti di Cola, che colpivano pesantemente i baroni romani economicamente, indussero i baroni a ribellarsi. Determinante verso questa scelta fu anche il comportamento ambiguo di Cola nei loro confronti: se da un lato infatti Cola si era mostrato indulgente verso i baroni, in altri casi fu invece aggressivo e ostile: nel settembre di quell'anno Cola invitò infatti vari nobili, tra cui il Vecchio e suo figlio, in Campidoglio per partecipare ad una riunione. Stefano Colonna il Giovane fu l'unico, insieme a Luca Savelli, a non presentarsi alla seduta. Nell'occasione Cola fece arrestare i nobili presenti, condannandoli a morte con l'accusa di tradimento. Dopo due giorni di isolamento, Cola però decise di liberare i prigionieri per mostrare la sua magnanimità. Questi però, una volta liberi, decisero di tramare per rovesciare il tribuno: Stefano Colonna il Vecchio radunò un esercito di 700 cavalieri e 4000 fanti per attaccare Roma. Il 20 novembre si ebbe dunque la battaglia tra le forze di Cola e quelle dei baroni. I baroni, guidati dal Giovane e da suo figlio Giovanni Colonna contavano su un tradimento delle guardie delle porte della città, ma questo non si verificò: Cola di Rienzo aveva infatti scoperto in precedenza il tradimento di alcuni suoi uomini e li aveva fatti sostituire. Il tentativo di Stefano Colonna il Giovane di convincere le guardie ad aprire la porta risultò quindi inutile. Quando le sue forze stavano per ritirarsi, le porte vennero però improvvisamente aperte: Giovanni Colonna, figlio del Giovane, ritenendo che fossero stati i loro alleati ad aprire la porta, si precipitò subito dentro, venendo colpito a morte. Non vedendo tornare il figlio, e poiché nessuno sapeva dove fosse, Stefano Colonna il Giovane si recò a Porta San Lorenzo per cercarlo: quando vide che il figlio era stato colpito, in un primo momento fuggì, temendo per la propria incolumità, ma poi, mosso a compassione, tornò indietro nella speranza che il figlio fosse ancora vivo. Constatato che era morto, cercò nuovamente la fuga, ma venne colpito a sua volta da un masso e perì.
Cola di Rienzo impedì che i baroni uccisi fossero adeguatamente seppelliti, ma questi vennero poi segretamente sepolti nella Chiesa di San Silvestro in Capite.